# Miralcamp
Miralcamp település Spanyolországban, Lleida tartományban. Miralcamp Mollerussa, Golmés, Vilanova de Bellpuig, Arbeca, Puiggròs, Juneda és Torregrossa községekkel határos. Lakosainak száma 1390 fő (2024).

## Népesség
A település népessége az utóbbi években az alábbiak szerint változott:
| Lakosok száma | 91   | 706  | 981  | 1164 | 1186 | 1280 | 1440 | 1384 | 1351 | 1390 |
|               | 1717 | 1887 | 1936 | 1960 | 1986 | 2004 | 2009 | 2014 | 2019 | 2024 |